# Solenobia siederi
Solenobia siederi är en fjärilsart som beskrevs av Sauter 1954. Solenobia siederi ingår i släktet Solenobia och familjen säckspinnare. Inga underarter finns listade i Catalogue of Life.